# Piastra napoletana
La piastra è stata la moneta principale del Regno di Napoli, che circolava nella parte peninsulare del regno. Era una moneta d'argento di grande modulo (ca. 40mm) e dal peso di 26-28 grammi.
Esisteva anche una piastra siciliana che aveva però valore diverso da quella napoletana.
Essa era un multiplo della moneta ufficiale del regno, il ducato napoletano da 100 grana. La piastra era suddivisa in 120 grana, ognuno di 2 tornesi o 12 cavalli.
Nel 1812 Gioacchino Murat la sostituì con l'introduzione della lira delle Due Sicilie, ma la resistenza del popolo al nuovo sistema decimale fu tale da convincerlo a emettere una propria piastra da 12 carlini.
Dopo la restaurazione la piastra fu ripristinata per essere sostituita, con il nuovo assetto uscito dal Congresso di Vienna e la nascita del Regno delle Due Sicilie, dalla piastra delle Due Sicilie, multiplo del ducato delle Due Sicilie, che era organizzata nello stesso modo in grana e tornesi.